# Râul Pietrele Albe, Timiș
Râul Pietrele Albe este un curs de apă, afluent al râului Timiș. 

## Hărți
- Harta Județului Caraș-Severin
- Harta Muntele Mic și Țarcu  Arhivat în 28 martie 2010, la Wayback Machine.